# Alois Ott
Alois Ott (20. ledna 1894, Most - 1. července 1968, Neuendettelsau) byl sudetoněmecký učitel, komunální politik a místní historik. V letech 1938-1943 byl starostou města Mostu.

## Životopis
Ott se narodil v Mostě, jeho otec byl soudním úředníkem. Po maturitě na německém mosteckém gymnáziu v roce 1913 studoval klasickou filologii na filozofické fakultě c. k. německé Karlo-Ferdinandovy univerzity v Praze. Vojenské služby byl zproštěn ze zdravotních důvodů. Poté působil jako učitel na německém gymnáziu v Mostě.
Od voleb 1927 byl členem městského zastupitelstva za DCV. V roce 1933 přešel do SdP. Po komunálních volbách 1938 byl zvolen starostou města. Tuto funkci dál vykonával i po vzniku Říšské župy. V roce 1943 ze zdravotních důvodů odstoupil a ve funkci starosty jej vystřídal Wilhelm Schmidt.
Po druhé světové válce působil jako středoškolský profesor ve Windsbachu ve Spolkové republice Německo a vydal několik publikací k dějinám Mostu.

## Dílo (výběr)
- Der Brüxer Stadtgrundriß vom 11. bis zum Anfang des 17. Jahrhunderts. Verein der Museumsfreunde, Brüx, 1929.
- Brüxer Erbe aus der Hussitenzeit. Enthält drei geschichtliche Abhandlungen: Brüx im Zeitalter des Hussitismus, Das Brüxer Schlachtenbild, Das Brüxer Mariaschneefest im Wandel der Zeit (= Bilder aus der Brüxer Heimatgeschichte, Bd. 1). Selbstverlag, 1955.
- Wie einst in Brüx es aussah. Drei Beiträge zur Brüxer Stadtgeschichte des 16. und 17. Jahrhunderts. Selbstverlag, 1959.
- Die Anfänge der Stadt Brüx in Böhmen. Selbstverlag, 1965.